# Hans Burkhard
Hans Burkhard (* 24. Dezember 1973 in Chur, Schweiz) ist ein ehemaliger liechtensteinischer Skirennläufer und Radrennfahrer.

## Biografie
Bei den Olympischen Winterspielen 1994 war Burkhard Teil der Olympiamannschaft von Liechtenstein. Er startete im Riesenslalom und lag nach dem ersten Lauf auf Rang 34, schied jedoch im zweiten Lauf aus.